# Friedrich Leßner
Friedrich Leßner (27 de febrero de 1825, Blankenhain - 1 de febrero de 1910, Londres) fue un sastre alemán, activista en el movimiento comunista del siglo XIX, conocido con el seudónimo de Carstens. Fue miembro de la Liga Comunista y participó en la Revolución de 1848. En 1852 fue acusado en el proceso comunista de Colonia.

## Trayectoria
Hijo de un suboficial del ejército y de una lavandera. En 1858 se casó con Sarah (nacida en 1840), una inglesa, y en 1869 se volvió a casar con Marie Breitenbach (nacida en 1844).  Era padre del ingeniero de minas Charles Lessner, afincado en Vilagarcía de Arousa.
Su juventud estuvo marcada por la pobreza y las privaciones. En Weimar aprendió el oficio de sastre y siguió su viaje entrenándose con su oficial. En Hamburgo entró en contacto con la asociación local de educación obrera, donde conoció las ideas de Wilhelm Weitling. Para evitar el servicio militar huyó a Londres. Allí se unió a la Liga de los Justos y más tarde a la Liga de Comunistas. En esa época conoció a Karl Marx y Friedrich Engels. Fue responsable de la impresión técnica de la publicación del Manifiesto del Partido Comunista.  Regresó a Alemania y participó activamente en la revolución de 1848. Propagó las ideas de la Liga Comunista, colaboró en la Neue Rheinische Zeitung (Nueva Gaceta Renana) y desempeñó un papel importante en la Asociación de Trabajadores de Colonia. En 1849 leyó la oración fúnebre del médico de Colonia Andreas Gottschalk. Fundó la Asociación de Trabajadores de Wiesbaden - Mainz y se convirtió en su presidente. En 1851 fue arrestado y sentenciado a tres años de prisión en el juicio comunista de Colonia en 1852.
En 1856 fue exiliado a Inglaterra. Se convirtió en un miembro destacado de la Asociación de Educación de Trabajadores de Londres. En 1864 pasó a ser miembro del Consejo General de la Asociación Internacional de Trabajadores, cargo que ocupó hasta 1872. Participó en las Conferencias Internacionales de la Primera Internacional entre 1865 y 1872. Se puso del lado de Marx en sus enfrentamientos con Mijaíl Bakunin. El 18 de septiembre de 1867, Karl Marx firmó un ejemplar de la obra Das Kapital, publicada ese año, con la dedicatoria: "Seinem Freunde F. Lessner / Lond. 18 Sept. 1867 Karl Marx".  Marx fue padrino de su hijo Charles, nacido en 1879. En las décadas de 1880 y 1890 estuvo particularmente involucrado en el movimiento obrero inglés. En 1893 fue uno de los cofundadores del Partido Laborista Independiente. Durante la disputa revisionista dentro de la socialdemocracia alemana, defendió un marxismo ortodoxo y rechazó las ideas de Eduard Bernstein. En la socialdemocracia alemana se convirtió en un símbolo de la "vieja guardia" del movimiento desde la década de 1890. El partido apoyó económicamente a Leßner, quien continuó con su oficio como sastre. Participó como invitado de honor en conferencias del Partido Socialdemócrata y en congresos de la Segunda Internacional.

## Legado
Su archivo personal se conserva en Moscú y existe una copia en microfilm en el Archiv der sozialen Demokratie de Bonn. El inventario cubre el período desde 1853 e incluye, entre otros materiales, correspondencia con Johann Philipp Becker, Friedrich Engels y Julius Motteler. También hay diarios, notas y borradores de artículos y discursos. 
En Blankenhain una escuela recibió su nombre en 1962, durante la República Democrática Alemana. También hay una lápida conmemorativa en su ciudad natal.

## Escritos
- Erinnerungen eines Arbeiters an Karl Marx. Zu dessen zehnjährigem Todestage, 14. Marz 1893. In: Die neue Zeit. Revue des geistigen und öffentlichen Lebens. 11. Jg., 1892-1893, 1. Bd.(1893), Heft 24, S. 748–754
- Gelernte und ungelernte Arbeiter In: Die neue Zeit. Revue des geistigen und öffentlichen Lebens. 13. Jg., 1894-1895, 2. Bd.(1895), Heft 31, S. 149–154
- Aus der Entstehungzeit des kommunistischen Manifestes. In: Sozialistische Monatshefte, Berlín 1897, Heft 10
- Vor fünfzig Jahren. In: Mainzer Volkszeitung vom 27. Outubro 1900
- Erinnerungen eines Arbeiter an Friedrich Engels In: Die Hütte, Leipzig, Zweites Dezemberheft 1902, Heft 18, S. 538–541
- Sixty years in the social-democratic movement. Before 1848 and after. Recollections of an old communist. The Twentieth Century Press, Londres 1907 (reimpreso por Slienger, Londres 1970)
- Ich brachte das "Kommunistische Manifest" zum Drucker. Edición de Ursula Herrmann e Gerhard Winkler. Dietz Verlag, Berlin 1975.